# Neotephritis finalis
Neotephritis finalis es una especie de insecto del género Neotephritis de la familia Tephritidae del orden Diptera.

Fue descrita científicamente por primera vez en el año 1862 por Loew.
Mide 5.5 a 6.5 mm. Se alimenta de más de 20 especies de asteráceas. Es una de las moscas tefrítidas más comunes en Norteamérica.

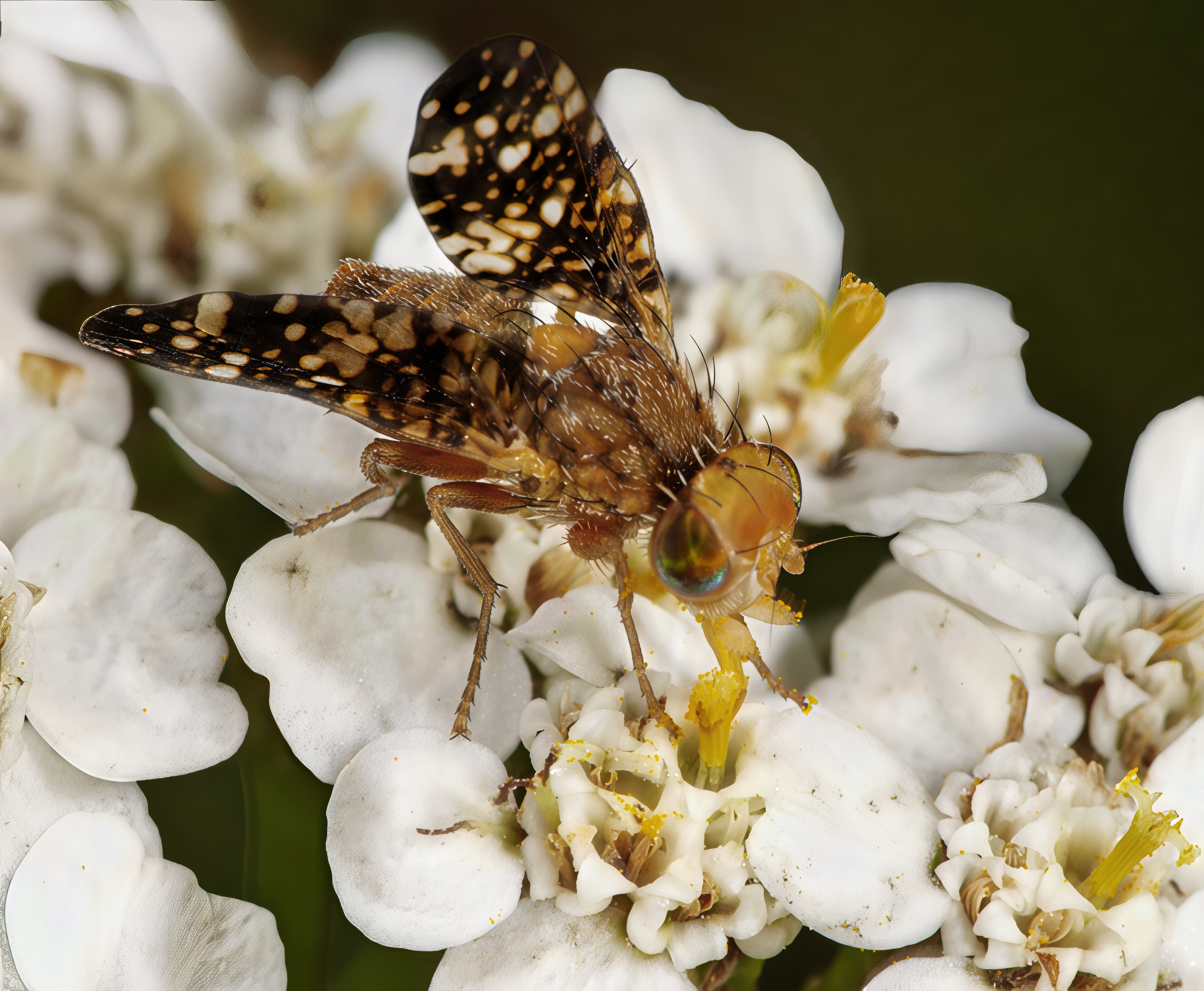
Neotephritis finalis - retrato
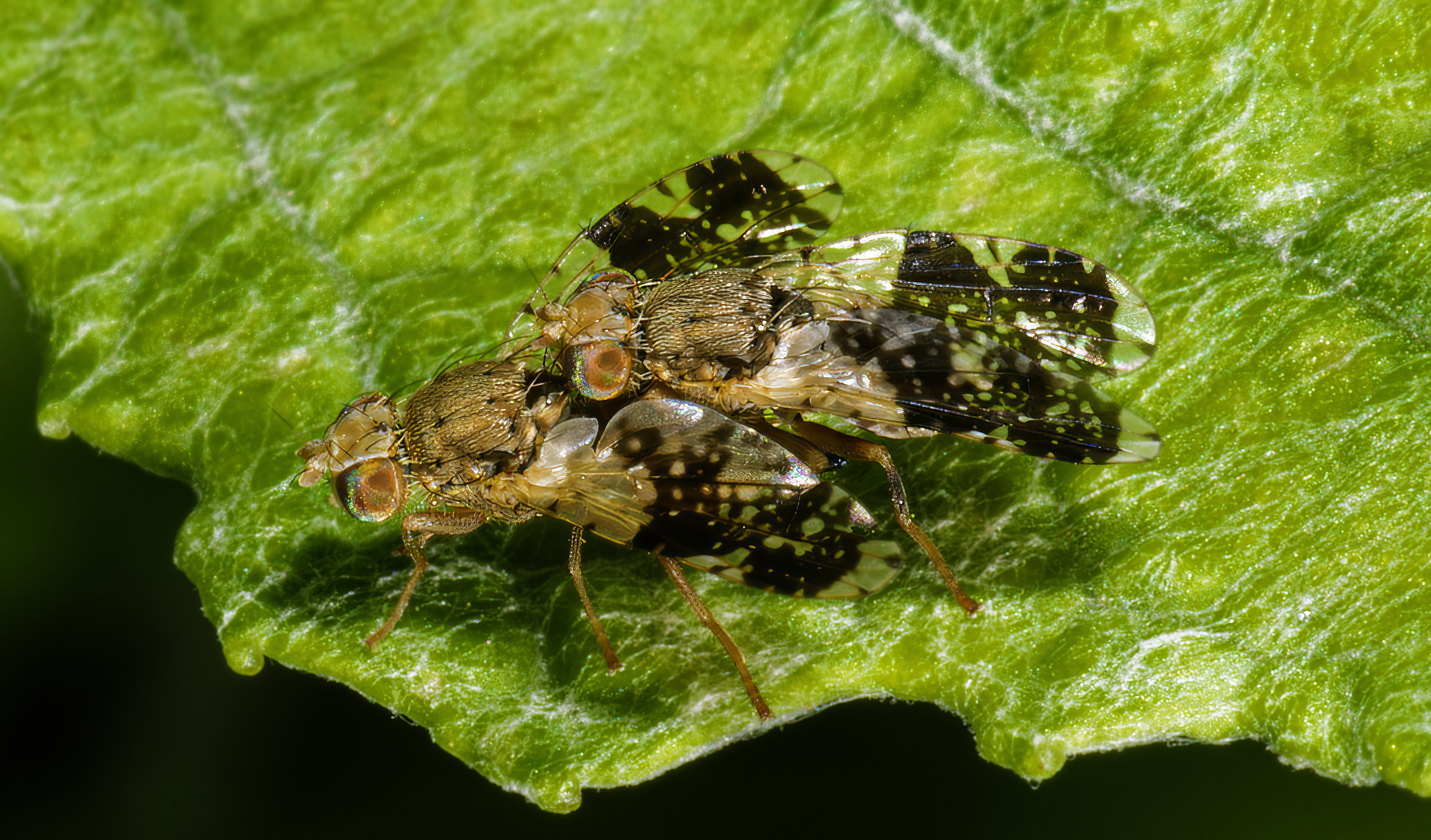
Neotephritis finalis - apareamiento